# Makoto Tamada
Makoto Tamada (玉田誠?, Tamada Makoto; Prefettura di Ehime, 4 novembre 1976) è un pilota motociclistico giapponese, ritiratosi dall'attività agonistica.

## Carriera
Dal 1999 al 2002 partecipa al mondiale Superbike solo al gran premio stagionale in giappone e sempre come wild card. In quattro stagioni partecipa solo ad otto gare ottenendo: 3 vittorie, 1 superpole e 3 giri veloci.
Dopo aver partecipato come wild card al Gran Premio motociclistico del Giappone 1998 nella classe 250, ha debuttato in MotoGP nel 2003. Nel 2004 è passato al team Pons cogliendo il suo primo successo in un Gran Premio in occasione del GP del Brasile, ripetendosi poi in occasione del GP del Giappone.
Nel 2006 ha corso nel motomondiale in MotoGP nel team Konica Minolta Honda con una Honda RC211V. Nel 2007 è ancora in MotoGP, nel team Dunlop Yamaha Tech 3 alla guida della Yamaha YZR-M1, in questa stagione ottiene risultati inferiori di quelli del compagno Sylvain Guintoli, esordiente nella categoria. Nel 2008 visto il fallimento delle ultime annate in MotoGp accetta l'offerta della Kawasaki per correre nel campionato mondiale Superbike con la ZX10R ufficiale del team Kawasaki PSG-1 Corse dove ha trovato come compagno di squadra il francese Régis Laconi. Al termine della stagione si è classificato al 20º posto. La stagione successiva ha nuovamente gareggiato a bordo di una Kawasaki.
Il 28 marzo 2010 partecipa al Gran Premio del Portogallo nel mondiale Superbike con la BMW S1000 RR del team Reitwagen BMW in sostituzione dell'infortunato Roland Resch. Nel 2011 sostituisce nel Gran Premio del Nürburgring l'infortunato Rubén Xaus, sulla CBR1000RR del team Castrol Honda.
Nel 2013 termina all'ottavo posto nell'Asian Road Racing Championship, nella categoria SS600, conquistando 2 vittorie ed un terzo posto su Honda CBR600RR gommata Dunlop. Terminata la propria carriera agonistica, rimane nel mondo delle corse svolgendo mansioni manageriali.

## Risultati in gara

### Motomondiale
| 1998 | Classe | Moto  |    |  |  |  |  |  |  |  |  |  |  |  |  |  |  |  |  |  | Punti | Pos. |
| ---- | ------ | ----- | -- |  |  |  |  |  |  |  |  |  |  |  |  |  |  |  |  |  | ----- | ---- |
| 1998 | 250    | Honda | 16 |  |  |  |  |  |  |  |  |  |  |  |  |  |  |  |  |  | 0     |      |

| 2003 | Classe | Moto  |     |    |   |     |   |   |    |    |    |   |    |   |    |    |    |    |  |  | Punti | Pos. |
| ---- | ------ | ----- | --- | -- | - | --- | - | - | -- | -- | -- | - | -- | - | -- | -- | -- | -- |  |  | ----- | ---- |
| 2003 | MotoGP | Honda | Rit | 14 | 6 | Rit | 4 | 7 | 16 | 13 | 13 | 9 | 10 | 3 | SQ | 10 | 10 | 10 |  |  | 87    | 11º  |

| 2004 | Classe | Moto  |   |     |   |     |     |    |   |   |    |   |   |   |    |   |   |   |  |  | Punti | Pos. |
| ---- | ------ | ----- | - | --- | - | --- | --- | -- | - | - | -- | - | - | - | -- | - | - | - |  |  | ----- | ---- |
| 2004 | MotoGP | Honda | 8 | Rit | 9 | Rit | Rit | 12 | 1 | 6 | 14 | 4 | 2 | 1 | 10 | 5 | 8 | 5 |  |  | 150   | 6º   |

| 2005 | Classe | Moto  |   |    |  |  |   |     |    |   |   |    |    |   |    |     |   |   |   |  | Punti | Pos. |
| ---- | ------ | ----- | - | -- |  |  | - | --- | -- | - | - | -- | -- | - | -- | --- | - | - | - |  | ----- | ---- |
| 2005 | MotoGP | Honda | 8 | NP |  |  | 8 | Rit | 14 | 7 | 7 | 10 | 10 | 3 | 12 | Rit | 8 | 8 | 9 |  | 91    | 11º  |

| 2006 | Classe | Moto  |    |    |    |   |   |   |   |    |    |     |    |    |    |    |    |   |    |  | Punti | Pos. |
| ---- | ------ | ----- | -- | -- | -- | - | - | - | - | -- | -- | --- | -- | -- | -- | -- | -- | - | -- |  | ----- | ---- |
| 2006 | MotoGP | Honda | 10 | 14 | 10 | 6 | 7 | 9 | 7 | 11 | 11 | Rit | 11 | 13 | 14 | 10 | 10 | 5 | 12 |  | 96    | 12º  |

| 2007 | Classe | Moto   |    |    |    |     |   |    |    |    |    |    |   |    |    |     |    |    |    |    | Punti | Pos. |
| ---- | ------ | ------ | -- | -- | -- | --- | - | -- | -- | -- | -- | -- | - | -- | -- | --- | -- | -- | -- | -- | ----- | ---- |
| 2007 | MotoGP | Yamaha | 16 | 14 | 14 | Rit | 9 | 15 | 12 | 15 | 13 | 13 | 8 | 17 | 14 | Rit | 12 | 16 | 18 | 15 | 38    | 18º  |

| Legenda | 1º posto        | 2º posto            | 3º posto            | A punti      | Senza punti        | Grassetto – Pole position Corsivo – Giro più veloce |
| Legenda | Gara non valida | Non qual./Non part. | Ritirato/Non class. | Squalificato | '-' Dato non disp. | Grassetto – Pole position Corsivo – Giro più veloce |

### Campionato mondiale Superbike
| 1999 | Moto  |  |  |  |  |  |  |  |  |  |  |  |  |  |  |  |  |  |  |  |  |  |  |  |  |    |    |  |  | Punti | Pos. |
| ---- | ----- |  |  |  |  |  |  |  |  |  |  |  |  |  |  |  |  |  |  |  |  |  |  |  |  | -- | -- |  |  | ----- | ---- |
| 1999 | Honda |  |  |  |  |  |  |  |  |  |  |  |  |  |  |  |  |  |  |  |  |  |  |  |  | 10 | 10 |  |  | 12    | 38º  |

| 2000 | Moto  |  |  |  |  |   |     |  |  |  |  |  |  |  |  |  |  |  |  |  |  |  |  |  |  |  |  |  |  | Punti | Pos. |
| ---- | ----- |  |  |  |  | - | --- |  |  |  |  |  |  |  |  |  |  |  |  |  |  |  |  |  |  |  |  |  |  | ----- | ---- |
| 2000 | Honda |  |  |  |  | 7 | Rit |  |  |  |  |  |  |  |  |  |  |  |  |  |  |  |  |  |  |  |  |  |  | 9     | 38º  |

| 2001 | Moto  |  |  |  |  |  |  |   |   |  |  |  |  |  |  |  |  |  |  |  |  |  |  |  |  |  |  |  |  | Punti | Pos. |
| ---- | ----- |  |  |  |  |  |  | - | - |  |  |  |  |  |  |  |  |  |  |  |  |  |  |  |  |  |  |  |  | ----- | ---- |
| 2001 | Honda |  |  |  |  |  |  | 1 | 1 |  |  |  |  |  |  |  |  |  |  |  |  |  |  |  |  |  |  |  |  | 50    | 15º  |

| 2002 | Moto  |  |  |  |  |  |  |   |   |  |  |  |  |  |  |  |  |  |  |  |  |  |  |  |  |  |  |  |  | Punti | Pos. |
| ---- | ----- |  |  |  |  |  |  | - | - |  |  |  |  |  |  |  |  |  |  |  |  |  |  |  |  |  |  |  |  | ----- | ---- |
| 2002 | Honda |  |  |  |  |  |  | 2 | 1 |  |  |  |  |  |  |  |  |  |  |  |  |  |  |  |  |  |  |  |  | 45    | 18º  |

| 2008 | Moto     |     |    |     |    |   |     |   |   |     |     |    |    |   |    |     |     |    |    |    |    |     |    |    |    |    |    |    |    | Punti | Pos. |
| ---- | -------- | --- | -- | --- | -- | - | --- | - | - | --- | --- | -- | -- | - | -- | --- | --- | -- | -- | -- | -- | --- | -- | -- | -- | -- | -- | -- | -- | ----- | ---- |
| 2008 | Kawasaki | Rit | 12 | Rit | 14 | 9 | Rit | 8 | 9 | Rit | Rit | 19 | 13 | 9 | 13 | Rit | Rit | 16 | 17 | 18 | 18 | Rit | 16 | 20 | 19 | 18 | 18 | 19 | 24 | 41    | 20º  |

| 2009 | Moto     |    |    |    |    |    |     |    |     |    |    |     |     |     |     |     |     |     |     |    |     |    |    |     |    |     |     |    |    | Punti | Pos. |
| ---- | -------- | -- | -- | -- | -- | -- | --- | -- | --- | -- | -- | --- | --- | --- | --- | --- | --- | --- | --- | -- | --- | -- | -- | --- | -- | --- | --- | -- | -- | ----- | ---- |
| 2009 | Kawasaki | 18 | 17 | NP | NP | 14 | Rit | 17 | Rit | NP | NP | Inf | Inf | Inf | Inf | Inf | Inf | Inf | Inf | 10 | Rit | NP | NP | Rit | NP | Inf | Inf | 12 | 16 | 12    | 27º  |

| 2010 | Moto |  |  |     |    |  |  |  |  |  |  |  |  |  |  |  |  |  |  |  |  |  |  |  |  |  |  |  |  | Punti | Pos. |
| ---- | ---- |  |  | --- | -- |  |  |  |  |  |  |  |  |  |  |  |  |  |  |  |  |  |  |  |  |  |  |  |  | ----- | ---- |
| 2010 | BMW  |  |  | Rit | 19 |  |  |  |  |  |  |  |  |  |  |  |  |  |  |  |  |  |  |  |  |  |  |  |  | 0     |      |

| 2011 | Moto  |  |  |  |  |  |  |  |  |  |  |  |  |  |  |  |  |  |  |    |     |  |  |  |  |  |  |  |  | Punti | Pos. |
| ---- | ----- |  |  |  |  |  |  |  |  |  |  |  |  |  |  |  |  |  |  | -- | --- |  |  |  |  |  |  |  |  | ----- | ---- |
| 2011 | Honda |  |  |  |  |  |  |  |  |  |  |  |  |  |  |  |  |  |  | 17 | Rit |  |  |  |  |  |  |  |  | 0     |      |

| Legenda | 1º posto        | 2º posto            | 3º posto           | A punti      | Senza punti        | Grassetto – Pole position Corsivo – Giro più veloce |
| Legenda | Gara non valida | Non qual./Non part. | Ritirato/Non class | Squalificato | '-' Dato non disp. | Grassetto – Pole position Corsivo – Giro più veloce |